# Аугустін
Аугустін (рум. Augustin) — комуна у повіті Брашов в Румунії. До складу комуни входить єдине село Аугустін.
Комуна розташована на відстані 183 км на північ від Бухареста, 43 км на північ від Брашова.

## Населення
У 2009 році у комуні проживали 1707 осіб.

## Зовнішні посилання
- Дані про комуну Аугустін на сайті Ghidul Primăriilor [Архівовано 21 жовтня 2012 у Wayback Machine.]